# Historia Słowenii
Historia Słowenii – obejmuje dzieje państwa i narodu słoweńskiego od VI od XXI wieku. 

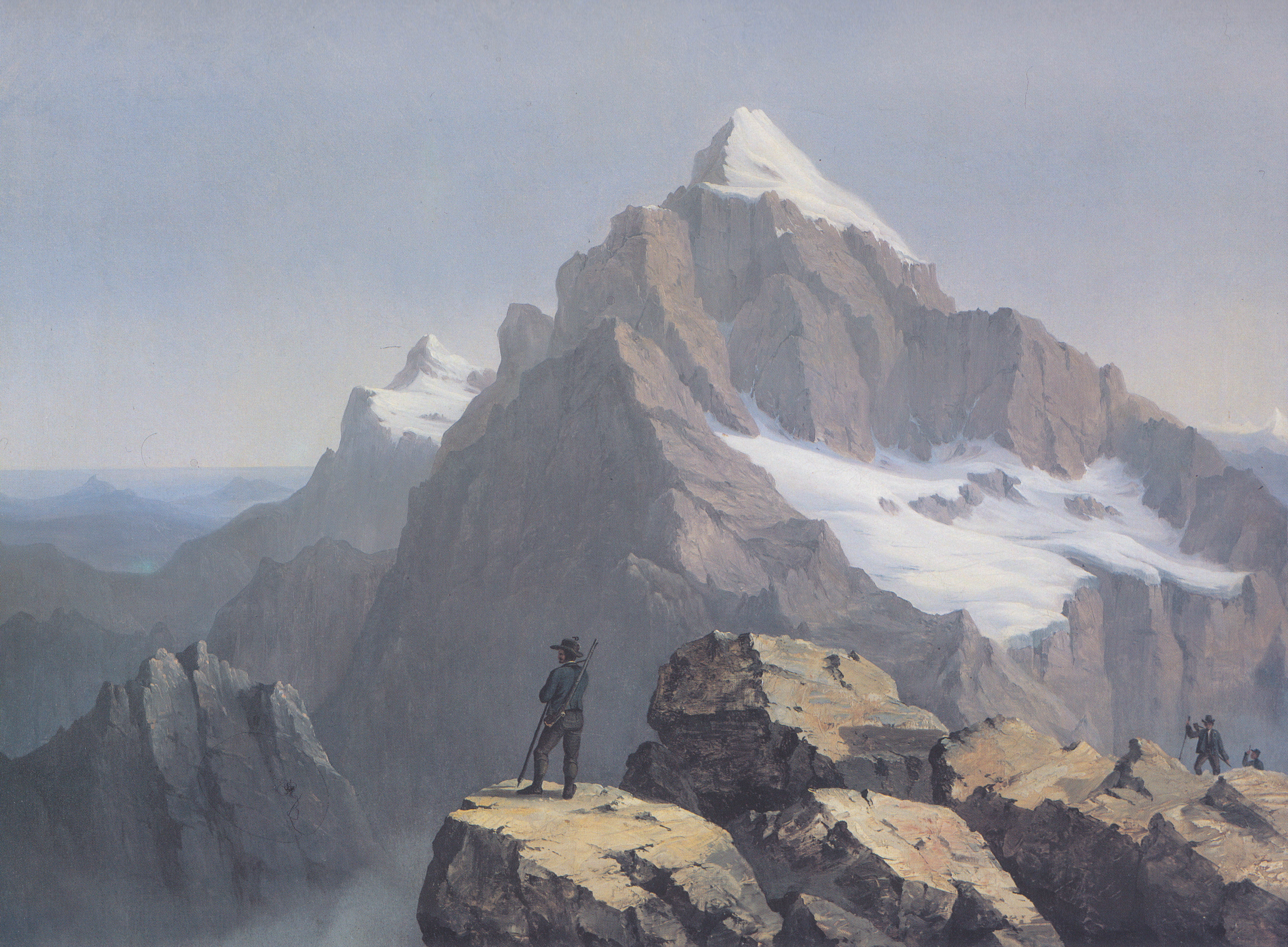
Pejzaż romantyczny przedstawiający heraldyczną górę Słowenii

## Prehistoria ziem słoweńskich
Pierwsze odkryte ślady ludzkiej obecności na terenach obecnej Słowenii powstały w okresie paleolitu.

## Starożytność ziem słoweńskich
W czasach starożytnych ziemie dzisiejszej Słowenii były zamieszkane przez plemiona celtycko-iliryjskie. Ilirowie znajdowali się pod wpływami kultury północno-zachodniej Grecji oraz Macedonii, a także sami wpływali na losy tych krain. W I w. p.n.e. całe terytorium zostało opanowane przez Rzymian.

## Średniowiecze

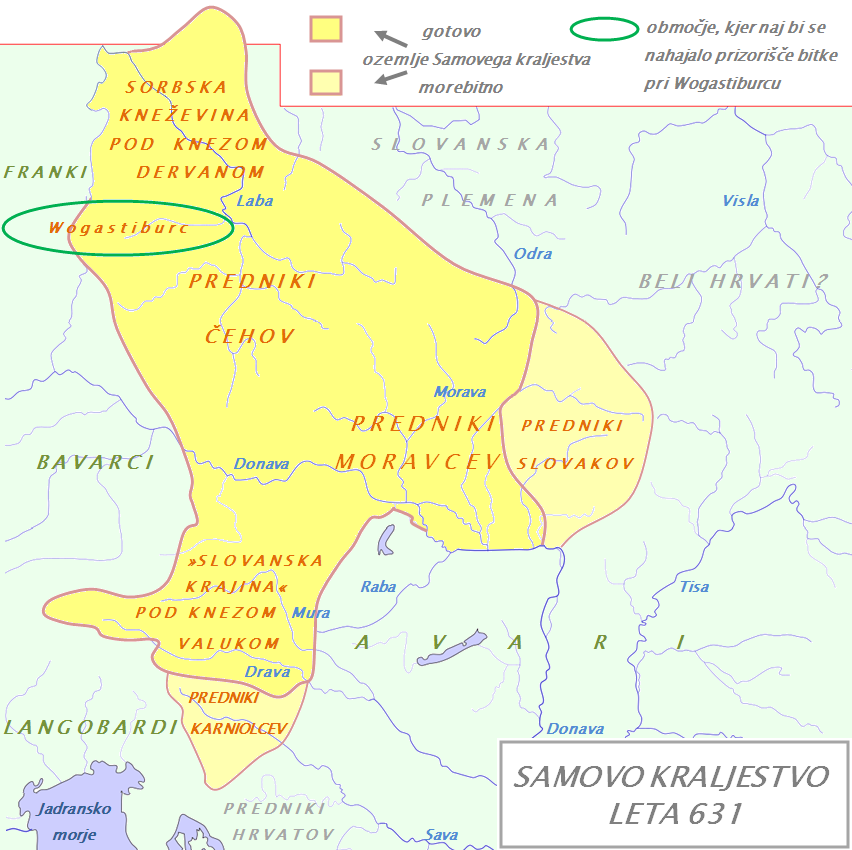

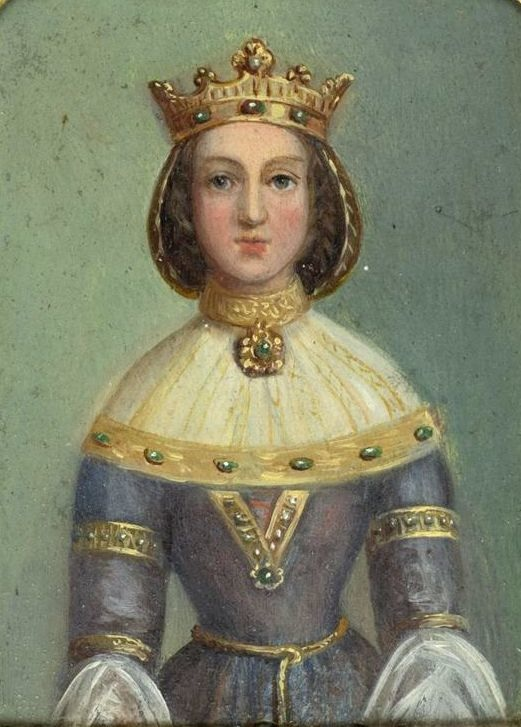
Wywodząca się z terenów współczesnej Słowenii królowa polska Anna Cylejska

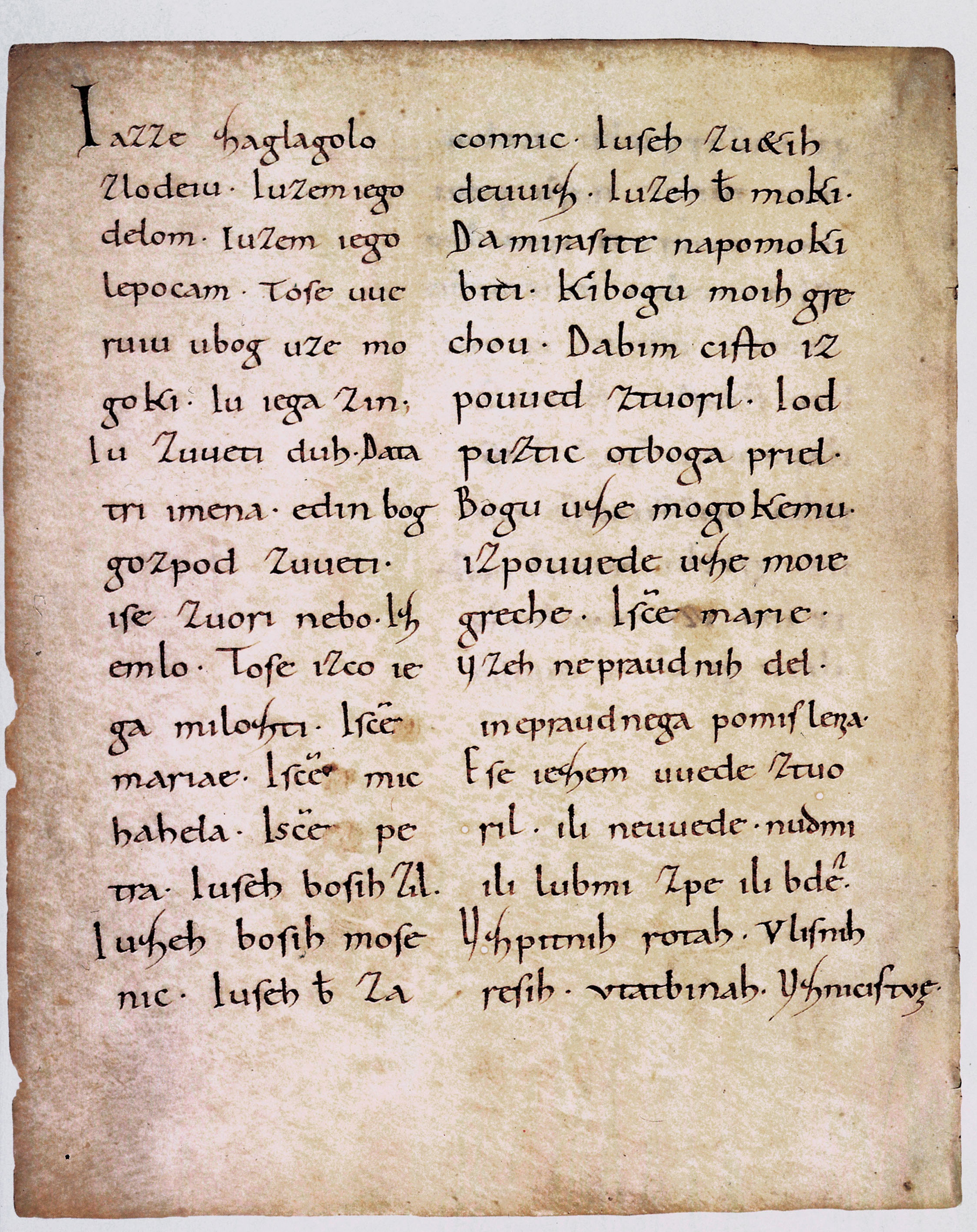
Karta z Zabytków fryzyńskich

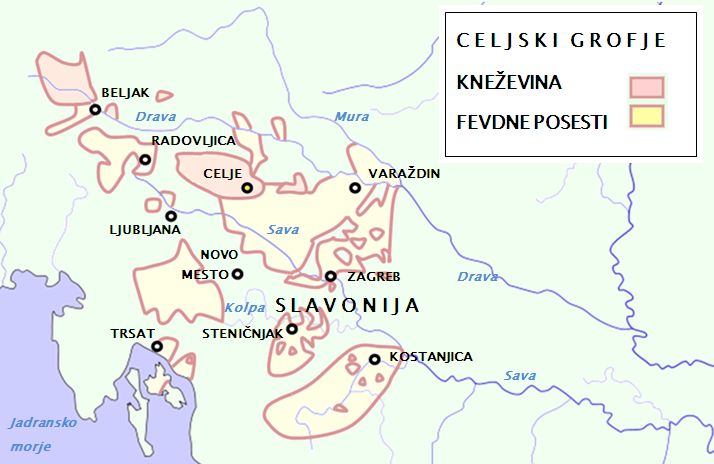
Posiadłości oraz lenna Hrabiów Celje rządzących znaczną częścią współczesnej Słowenii pod koniec średniowiecza

Słowianie alpejscy (Karantanie) przybyli na te ziemie około VI-VII w. i już w połowie VII w. (jako jedni z pierwszych Słowian w ogóle) tworzyli organizację polityczną zwaną Karantanią (państwem Karynckim, Karyntią). Za pierwszego władcę Karantanii uznaje się księcia Waluka, który prawdopodobnie walczył wraz z Samonem przeciwko Awarom. 
Następcami księcia Waluka byli władcy, rezydujący w Krynskim Grodzie, znajdującym się w dzisiejszej austriackiej Karyntii, skąd pochodzi nazwa tejże organizacji politycznej. Do państwa Karynckiego należała wówczas Karyntia właściwa oraz Styria (górna i dolna). Kraina (z siedzibą w grodzie Kranj, później Lublanie) tworzyła w VIII w. odrębne małe państwo plemienne. Karantanie próbowali rozszerzyć swe terytorium o tereny Friuli z powodzeniem bronione przez Longobardów. 
Za panowania księcia Boruta w połowie VIII w. nasiliło się zagrożenie ze strony Awarów. Książę szukając pomocy zwrócił się w stronę Bawarów, którą uzyskał za cenę niepodległości. Karantania weszła pod zwierzchnictwo Franków (Bawarowie podlegali wówczas Frankom). Gorazd (lub Kukcjusz), syn Boruta, przebywał jako zakładnik na dworze Bawarskim gdzie wraz z bratankiem Boruta – Chotimirem, gdzie zostali ochrzczeni. Po śmierci Boruta władzę zwierzchnią przejął Gorazd, za panowania, którego rozpoczęła się bezskuteczna chrystianizacja kraju przeprowadzana przez metropolię Salzburską (liczne bunty pogańskiej ludności uniemożliwiły sukces procesu). Kolejnym zwierzchnim władcą został książę Chotimir. 
W 819 r. Ljudevit Posawski wzniecił powstanie przeciwko Frankom, do którego przyłączyli się również Karantanie oraz Kraincy. Powstanie zostało brutalnie stłumione, a jako karę cesarz rzymski i król Franków, Ludwik I Pobożny, nakazał usunięcie rodzimych książąt słowiańskich i osadzenie frankijskich komesów u władzy utworzonych komitatów. 
W 976 r. komitaty i marchie, odcięte od Księstwa Bawarskiego, utworzyły w jego ramach Księstwo Wielkiej Karyntii, które było jednym z okręgów administracyjnych, aniżeli niezależnym państwem.
Mimo wczesnej utraty niepodległości, dość długo, bo aż do późnego średniowiecza, utrzymały się na tych ziemiach słowiańskie instytucje państwowe, a także kultura kosezów, zepchniętych pod panowaniem Niemieckim do poziomu wolnych chłopów.

## Nowożytność
W XVIII w. pojawiły się pierwsze manufaktury. W XVIII w. doszło do ożywienia gospodarczego. Duża część Słowenii stała się prowincją iliryjską podczas zajęcia ziem przez Napoleona Bonaparte. Po objęciu rządów przez Marię Teresę rozpoczął się okres absolutyzmu kontynuowany potem przez jej syna Józefa II. Wprowadzone zostały reformy, które spowodowały ożywienie gospodarki kraju. Władcy zapoczątkowali także proces uwłaszczenia chłopów.
W latach 1808–1815 na skutek wojen napoleońskich wykształciła się świadomość narodowa, a także idea zjednoczenia południowych Słowian.

## XX wiek

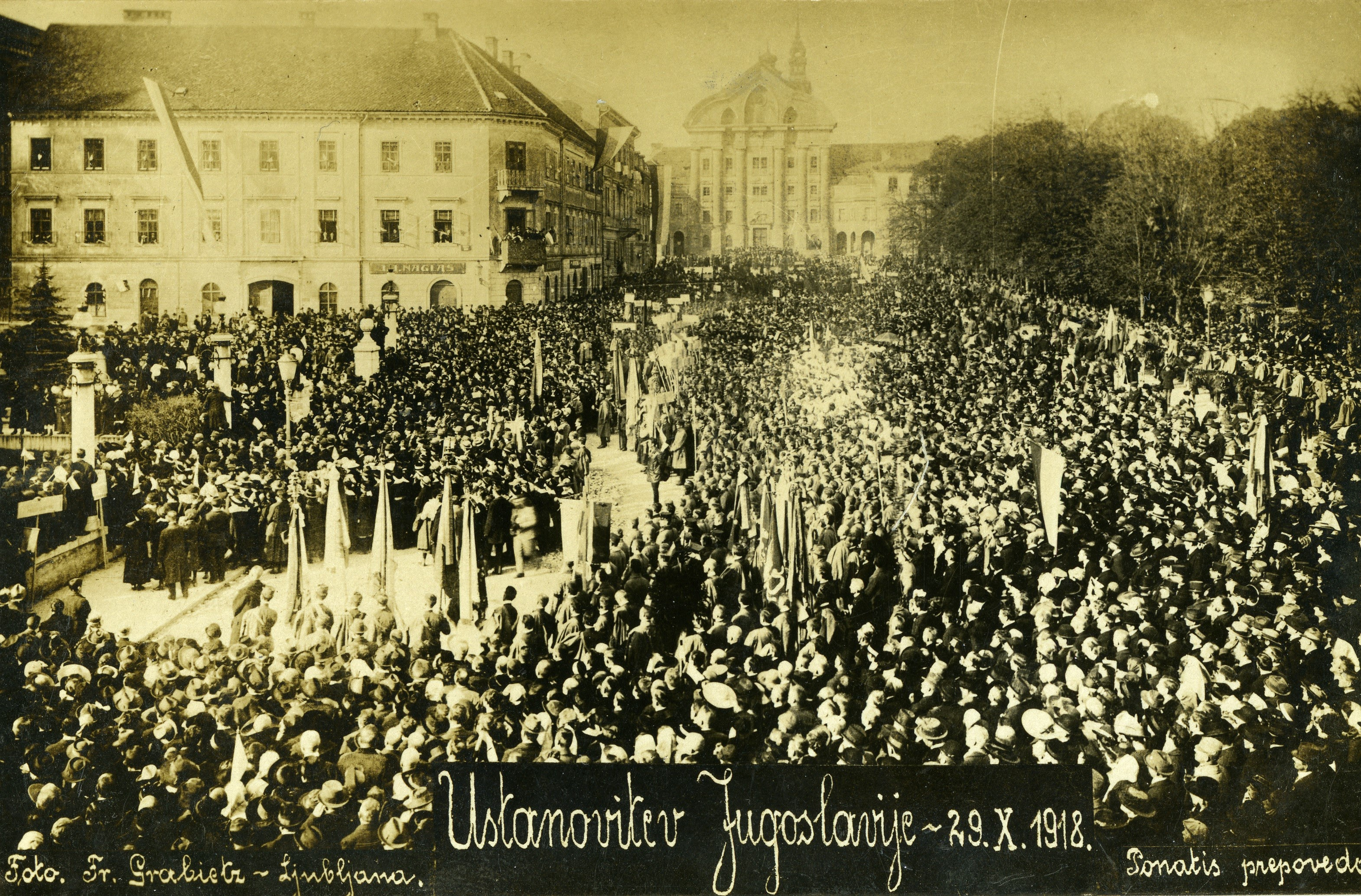
Proklamacja Królestwa SHS na placu Kongresowym w Lublanie. 29 października 1918.

Po I wojnie światowej Słowenia wystąpiła przeciw Austro-Węgrom i stała się częścią Królestwa Serbów, Chorwatów i Słoweńców, które w 1929 zostało przekształcone w Jugosławię.
W 1941 Słowenia została zajęta przez III Rzeszę i Włochy, a na jej terenie powstał ruch oporu.
Po zakończeniu II wojny światowej Słowenia pozostała w składzie Jugosławii jako republika związkowa. W 1990 odbyły się wybory parlamentarne, które wygrała koalicja sześciu partii centrowych i centroprawicowych DEMOS. W referendum z grudnia 1990 Słoweńcy opowiedzieli się za niepodległością.

### Uzyskanie niepodległości
25 czerwca 1991 Słowenia oraz Chorwacja ogłosiły opuszczenie Socjalistycznej Federacyjnej Republiki Jugosławii i proklamowały niepodległość. 27 czerwca 1991 Jugosłowiańska Armia Ludowa zaatakowała Słowenię, co zapoczątkowało wojnę dziesięciodniową. Walki zakończyły się po 10 dniach rozejmem i opuszczeniem Słowenii przez wojska jugosłowiańskie.
7 października 1991 oficjalnie ogłoszono powstanie państwa. 23 grudnia 1991 została uchwalona konstytucja. W wyborach parlamentarnych w 1992, 1996 i 2000 zwyciężyła Liberalna Demokracja Słowenii.

## XXI wiek
29 marca 2004 Słowenia została członkiem NATO, a 1 maja 2004 Unia Europejskiej.